# アブー・バクル・シャー
アブー・バクル・シャー（Abu Bakr Shah, 生年不詳 - 1390年）は、北インドを支配したトゥグルク朝の第5代君主（在位：1389年 - 1390年）。第4代君主フィールーズ・シャー・トゥグルクの子ザファル・ハーンの息子にあたる。

## 生涯
1389年、先代のギヤースッディーン・トゥグルク2世が部下の謀反で殺害されたため、跡を継いだ。
アブー・バクル・シャーは叔父ナーシルッディーン・ムハンマドに立ち向かわなくてならなかった。彼が祖父フィールーズ・シャーの奴隷の支持を得、戦象を支配下に置いていたのに対し、ムハンマドは軍司令官やその部隊の支持を得、地方の大部分を制圧していた。
しかし、1390年にアブー・バクル・シャーを支持していた奴隷が二派に分裂、一方はムハンマドをデリーに招いた。そのため、彼はデリーから逃亡せざるを得ず、まもなく死去した 。